# Shenjiamen
Shenjiamen är en sockenhuvudort i Kina. Den ligger i provinsen Zhejiang, i den östra delen av landet, omkring 210 kilometer öster om provinshuvudstaden Hangzhou. Shenjiamen ligger 25 meter över havet och antalet invånare är 140 179. Befolkningen består av 67 977 kvinnor och 72 202 män. Barn under 15 år utgör 10,0 %, vuxna 15-64 år 81 %, och äldre över 65 år 8,0 %. Den ligger på ön Zhoushan Dao.
Runt Shenjiamen är det mycket tätbefolkat, med 1 056 invånare per kvadratkilometer. Shenjiamen är det största samhället i trakten. 
Genomsnittlig årsnederbörd är 1 783 millimeter. Den regnigaste månaden är juni, med i genomsnitt 312 mm nederbörd, och den torraste är januari, med 53 mm nederbörd.